# 秋田経済研究所
一般財団法人秋田経済研究所(いっぱんざいだんほうじんあきたけいざいけんきゅうじょ)は、秋田県秋田市に本拠を構える、秋田銀行系列のシンクタンク。

## 概要
秋田銀行が創業百周年の記念事業の一環として、1979年5月設立。
爾来、企業経営と県民生活の発展に役立つ情報提供を主目的に多彩に活動を繰り広げている。また毎年、県内の中小企業や団体を対象に、中小企業振興表彰を実施。賞金も贈呈している。